# Далга арена
Далга арена (азер. Dalğa Arena), такође позната као Лив Бона Деа Арена због спонзорских разлога, је вишенаменски стадион у насељу Мардакан у Бакуу, у Азербејџану. Тренутно се углавном користи за фудбалске утакмице. Стадион има капацитет од 6.500 људи, а отворили су га Сеп Блатер и Мишел Платини 6. јуна 2011. године.
Стадион је био једно од места одржавања Светског првенства у фудбалу за жене до 17 година 2012. године.
Лив Бона Деа Арена је већ била домаћин две утакмице репрезентације Азербејџана против Северне Македоније у пријатељској утакмици и Аустрије у квалификацијама за Европско првенство у фудбалу 2012. године.